# Cifellia
Cifellia es un género de foraminífero bentónico de la familia Reussellidae, de la superfamilia Buliminoidea, del suborden Buliminina y del orden Buliminida. Su especie tipo es Chrysalidina costata. Su rango cronoestratigráfico abarca el Mioceno.

## Discusión
Clasificaciones previas incluían Cifellia en el suborden Rotaliina del orden Rotaliida.

## Clasificación
Cifellia incluye a la siguiente especie:
- Cifellia costata †